# Ellers andet?
Ellers andet? er en dansk børnefilm fra 2016 instrueret af Pernille Fynbo Gajhede.

## Handling
En kassedame konfronteres med fortiden, da ekskæresten pludselig står i køen med blomster og gavebånd.

## Medvirkende
- Mie Laurine Folman, Bettina
- Lasse Neumann Sørensen, Ekskæresten